# Lipiec 2019

## 30 lipca
- Mały samolot wojskowy spadł na dzielnicę mieszkaniową w północnopakistańskim mieście Rawalpindi, położonym w pobliżu stolicy kraju, Islamabadu. Zginęło co najmniej 17 osób, z tego większość na ziemi[1].

## 29 lipca
- Co najmniej 57 osób zostało zabitych w zamieszkach w więzieniu w Altamira na północy Brazylii. Powodem zajść była prawdopodobnie wojna gangów, a w trakcie walk kilkunastu osobom ścięto głowy[2].

## 25 lipca
- W wieku 92 lat zmarł prezydent Tunezji Al-Badżi Ka’id as-Sibsi, na tymczasowego prezydenta zaprzysiężony został przewodniczący parlamentu Muhammad an-Nasir[3]

## 24 lipca
- Boris Johnson został nowym premierem Wielkiej Brytanii[4].

## 21 lipca
- Na Ukrainie odbyły się Wybory parlamentarne, które wygrała partia Sługa Ludu, zdobywając 43,16% głosów[5][6].

## 20 lipca
- W Białymstoku po raz pierwszy odbył się Marsz Równości[7].

## 18 lipca
- W wywołanym podpaleniem pożarze w studiu anime Kyoto Animation w Kioto zginęły 33 osoby, a 36 zostało rannych[8].

## 14 lipca
- Mały samolot GippsAero GA8 Airvan rozbił się krótko po starcie w pobliżu miasta Umeå na północy Szwecji. Zginęło dziewięć osób, czyli wszyscy, którzy byli na pokładzie[9].
- Serb Novak Đoković triumfował w rywalizacji singlistów podczas wielkoszlemowego turnieju tenisowego, Wimbledonu[10].

## 9 lipca
- W wieku 88 lat zmarł Rip Torn, amerykański aktor, reżyser i producent, laureat nagrody Emmy, nominowany do Oscara za rolę w Moje Cross Creek[11]

## 8 lipca
- Co najmniej 29 osób zginęło, a 18 zostało rannych w wypadku autobusu na północy Indii. Pojazd runął do rzeki Jamuna z wiaduktu na drodze ekspresowej w dystrykcie Agra[12].
- Wybory parlamentarne w Grecji wygrała partia Nowa Demokracja, nowym premierem został Kyriakos Mitsotakis[13].

## 7 lipca
- Co najmniej ośmiu członków sił bezpieczeństwa zginęło w zamachu bombowym w środkowym Afganistanie przeprowadzonym przez talibów. Rannych w ataku terrorystycznym zostało 49 cywilów[14].
- Indonezyjska agencja geofizyczna odwołała ostrzeżenie przed tsunami wydane wcześniej tego dnia w związku z trzęsieniem ziemi o magnitudzie 6,9, które nawiedziło w Morze Moluckie, w pobliżu indonezyjskiej wyspy Celebes. Epicentrum wstrząsu znajdowało się 185 km od na południowy wschód od miasta Manado, stolicy indonezyjskiej prowincji Celebes Północny, na głębokości 24 km[15].

## 6 lipca
- Trzęsienie o magnitudzie 7,1 nawiedziło południową część Kalifornii. To drugi silny wstrząs w tym rejonie w ciągu dwóch dni, a także najsilniejszy od 20 lat. Lokalne służby bezpieczeństwa informują o pożarach i uszkodzonych budynkach. Epicentrum trzęsienia znajdowało się na pustyni Mojave, 150 km na północ od Los Angeles[16].

## 3 lipca
- Co najmniej 26 rybaków poniosło śmierć w wyniku zatonięcia u wschodnich wybrzeży Hondurasu (w pobliżu wyspy Cayo Gorda) trawlera przystosowanego do połowu krabów. 47 osób udało się uratować, które wraz ze zmarłymi przetransportowano do stolicy departamentu Puerto Lempira[17].
- Przez prowincję Liaoning w północno-wschodnich Chinach przeszła silna trąba powietrzna. Zginęło sześć osób, blisko 200 zostało rannych, a 1600 ewakuowano. 800 pracowników służb publicznych usuwało skutki żywiołu[18].
- Włoch David Sassoli został wybrany na przewodniczącego Parlamentu Europejskiego[19].

## 2 lipca
- Departament Stanu poinformował, że Stany Zjednoczone uznały Armię Wyzwolenia Beludżystanu (BLA), pakistańskich separatystów, za organizację terrorystyczną i zapowiedziały, że będą starały się pozbawić ją zasobów na planowanie i przeprowadzanie ataków[20].

## 1 lipca
- Po obfitych opadach deszczu powodzie nawiedziły rejon Irkucka, leżącego na południu Rosji w pobliżu jeziora Bajkał, na Syberii. Co najmniej 14 osób zginęło, a 13 uznano za zaginione; rannych zostało kilkaset osób[21].
- W Salzburgu zmarł Bogusław Schaeffer, polski muzykolog, kompozytor, krytyk muzyczny, dramaturg, grafik i pedagog[22].
- W Rosji rozpoczęła się produkcja najnowszych systemów obrony przeciwrakietowej i przeciwlotniczej S-500 Prometeusz. S-500, według zapewnień strony rosyjskiej, ma być lepszy od amerykańskich systemów obrony powietrznej Patriot PAC-3[23].